# Ниджем, Рамзи
Рамзи Ниджем (англ. Ramsey Nijem; род. 1 апреля 1988, Конкорд) — американский боец смешанного стиля, представитель лёгкой и полусредней весовых категорий. Выступает на профессиональном уровне начиная с 2008 года, известен по участию в турнирах бойцовской организации UFC, финалист 13 бойцовского реалити-шоу The Ultimate Fighter.

## Биография
Рамзи Ниджем родился 1 апреля 1988 года в городе Конкорд, Калифорния, имеет палестинские корни. Детство провёл в Милл-Крике в штате Вашингтон, в период 2002—2006 годов учился в местной старшей школе — состоял в школьных командах по футболу, кросс-кантри и борьбе. На выпускном курсе являлся капитаном борцовской команды, одержал 27 побед и потерпел 5 поражений, был признан лучшим борцом года. По окончании школы поступил в Университет долины Юты, где так же занимался борьбой, выступал в первом дивизионе Национальной ассоциации студенческого спорта.
В 2008 году решил стать бойцом и приступил к тренировкам в академии MMA «Ривен».

### Начало профессиональной карьеры
Дебютировал в смешанных единоборствах на профессиональном уровне в апреле 2008 года, заставил своего соперника сдаться в первом же раунде с помощью удушающего приёма сзади. Во втором поединке сам потерпел поражение сдачей, попавшись на рычаг локтя. Дрался в различных небольших американских промоушенах преимущественно на территории штата Юта, в таких как Throwdown Showdown, Xtreme Combat, Showdown Fights.

### The Ultimate Fighter
Имея в послужном списке четыре победы и только одно поражение, Ниджем привлёк к себе внимание крупнейшей бойцовской организации мира Ultimate Fighting Championship и в 2011 году стал участником тринадцатого сезона её популярного бойцовского реалити-шоу The Ultimate Fighter. Благополучно преодолел отборочный раунд и под четвёртым номером был выбран в команду тренера Жуниора дус Сантуса.
На пути к финалу прошёл всех своих соперников по турнирной сетке, в том числе взял верх над Клэем Харвисоном и Крисом Коупом на стадиях четвертьфиналов и полуфиналов соответственно. В решающем финальном поединке встретился с Тони Фергюсоном и проиграл ему нокаутом в первом же раунде.

### Ultimate Fighting Championship
Благодаря успешному выступлению в TUF Ниджем продолжил сотрудничество с UFC, одержав в октагоне победу над такими соперниками как Денни Даунс, Си Джей Кит и Джо Проктор.
Однако 2013 год оказался для него неудачным, последовали поражения от Майлза Джури и Джеймса Вика.
В 2014 году победил по очкам Джастина Эдвардса и закончил техническим нокаутом бой с Бенеилом Дариюшом, получив награду за лучшее выступление вечера. Далее техническим нокаутом во втором раунде его победил бразилец Карлус Диегу Феррейра, и оба бойца получили бонус за лучший бой вечера.
Последний раз Ниджем дрался в клетке UFC в июле 2015 года — по итогам трёх раундов раздельным судейским решением уступил Эндрю Холбруку и вскоре покинул организацию.

### World Series of Fighting
Известно, что в августе 2016 года Ниджем подписал долгосрочный контракт с другой крупной бойцовской организацией World Series of Fighting.

### The Ultimate Fighter: Redemption
В феврале 2017 года появилась информация, что Рамзи Ниджем примет участие в 25 сезоне шоу The Ultimate Fighter: Redemption. Под третьим общим номером он был выбран в команду тренера Ти Джея Диллашоу и техническим нокаутом выиграл у своего оппонента на предварительном этапе. Тем не менее, в четвертьфинале встретился с Джеймсом Краузе и проиграл ему единогласным решением.

## Статистика в профессиональном ММА
| Боёв 20  | Побед 11 | Поражений 9 |
| -------- | -------- | ----------- |
| Нокаутом | 4        | 4           |
| Сдачей   | 2        | 3           |
| Решением | 5        | 2           |

| Результат | Рекорд | Соперник              | Способ                 | Турнир                                                       | Дата             | Раунд | Время | Место                         | Примечание                                             |  |
| --------- | ------ | --------------------- | ---------------------- | ------------------------------------------------------------ | ---------------- | ----- | ----- | ----------------------------- | ------------------------------------------------------ |  |
| Поражение | 11-9   | Бен Сондерс           | Единогласное решение   | XMMA                                                         | 30 июля 2021     | 3     | 5:00  | Гринвилл, Южная Каролина, США |                                                        |  |
| Поражение | 11-8   | Нейтан Шульте         | Сдача (удушение)       | PFL 8                                                        | 17 октября 2019  | 1     | 0:52  | Лас-Вегас, США                | Четвертьфинал лёгкого веса PFL 2019.                   |  |
| Победа    | 11-7   | Юки Кавана            | Единогласное решение   | PFL 9                                                        | 13 октября 2018  | 2     | 5:00  | Лонг-Бич, США                 | Резервный бой плей-офф PFL в лёгком весе.              |  |
| Поражение | 10-7   | Брайан Фостер         | TKO (удары)            | PFL 2                                                        | 21 июня 2018     | 3     | 0:32  | Чикаго, США                   |                                                        |  |
| Поражение | 10-6   | Эндрю Холбрук         | Раздельное решение     | UFC on Fox: Dillashaw vs. Barão 2                            | 25 июля 2015     | 3     | 5:00  | Чикаго, США                   |                                                        |  |
| Поражение | 10-5   | Карлус Диегу Феррейра | TKO (удары руками)     | UFC 177                                                      | 30 августа 2014  | 2     | 1:53  | Сакраменто, США               | Бой вечера.                                            |  |
| Победа    | 10-4   | Бенеил Дариюш         | TKO (удары руками)     | UFC Fight Night: Nogueira vs. Nelson                         | 11 апреля 2014   | 1     | 4:20  | Абу-Даби, ОАЭ                 | Выступление вечера.                                    |  |
| Победа    | 9-4    | Джастин Эдвардс       | Единогласное решение   | UFC Fight Night: Rockhold vs. Philippou                      | 15 января 2014   | 3     | 5:00  | Дулут, Джорджия, США          |                                                        |  |
| Поражение | 8-4    | Джеймс Вик            | Сдача (гильотина)      | UFC Fight Night: Shogun vs. Sonnen                           | 17 августа 2013  | 1     | 0:58  | Бостон, США                   |                                                        |  |
| Поражение | 8-3    | Майлз Джури           | KO (удар рукой)        | UFC on Fox: Henderson vs. Melendez                           | 20 апреля 2013   | 2     | 1:02  | Сан-Хосе, США                 |                                                        |  |
| Победа    | 8-2    | Джо Проктор           | Единогласное решение   | UFC on Fox: Henderson vs. Diaz                               | 8 декабря 2012   | 3     | 5:00  | Сиэтл, США                    |                                                        |  |
| Победа    | 7-2    | Си Джей Кит           | TKO (удары руками)     | UFC on FX: Maynard vs. Guida                                 | 22 июня 2012     | 1     | 2:29  | Атлантик-Сити, США            |                                                        |  |
| Победа    | 6-2    | Денни Даунс           | Единогласное решение   | UFC 137                                                      | 29 октября 2011  | 3     | 5:00  | Лас-Вегас, США                |                                                        |  |
| Поражение | 5-2    | Тони Фергюсон         | KO (удар рукой)        | The Ultimate Fighter: Team Lesnar vs. Team dos Santos Finale | 4 июня 2011      | 1     | 3:54  | Лас-Вегас, США                | Финал The Ultimate Fighter 13; бой в полусреднем весе. |  |
| Победа    | 5-1    | Крис Коуп             | TKO (удары руками)     | The Ultimate Fighter 13: semifinals.                         | 1 марта 2011     | 2     | 1:49  | Лас-Вегас,Невада, США         |                                                        |  |
| Победа    | 4-1    | Клэй Харвисон         | Сдача (удушение сзади) | The Ultimate Fighter 13: quarterfinals, day 1.               | 22 фев 2011      | 1     | 0:56  | Лас-Вегас,Невада, США         |                                                        |  |
| Победа    | 4-1    | Чарли Рейдер          | Сдача (удушение сзади) | The Ultimate Fighter 13: opening round, day 4.               | 7 фев 2011       | 2     | 2:30  | Лас-Вегас,Невада, США         | Бой в Полусреднем весе.                                |  |
| Победа    | 4-1    | Скотт Кейси           | Сдача (удушение сзади) | Showdown Fights: Respect                                     | 10 сентября 2010 | 1     | 2:48  | Орем, США                     | Дебют в лёгком весе.                                   |  |
| Победа    | 3-1    | Эрик Уреск            | TKO (удары руками)     | Showdown Fights: Burkman vs. Paul                            | 23 апреля 2010   | 2     | 4:02  | Орем, США                     |                                                        |  |
| Победа    | 2-1    | Логан Хенкок          | Единогласное решение   | Throwdown Showdown 5: Homecoming                             | 20 ноября 2009   | 3     | 5:00  | Орем, США                     |                                                        |  |
| Поражение | 1-1    | Гордон Белл           | Сдача (рычаг локтя)    | Xtreme Combat                                                | 24 октября 2009  | 1     | 0:21  | Ричфилд, США                  |                                                        |  |
| Победа    | 1-0    | Райан Миллер          | Сдача (удушение сзади) | Throwdown Showdown 1                                         | 18 апреля 2008   | 1     | 2:15  | Орем, США                     |                                                        |  |